# Беловежский национальный парк
Беловежский национальный парк (пол. Białowieski Park Narodowy) — национальный парк в Подляском воеводстве Польши у границы с Белоруссией. Под охраной находится часть лесного массива Беловежская пуща.
С 1979 года является объектом Всемирного наследия ЮНЕСКО.

## Состав национального парка
Административный центр парка располагается в деревне Беловежа. В состав парка входит три административные единицы:
- Заповедная зона «Орловка» (пол. Obręb Ochronny Orłówka) — территория площадью 5073,21 га, из которых 4784,46 га сохраняются в нетронутом состоянии, на 235,48 га допустимо вмешательство для восстановления экосистемы, 53,27 га — территория сохранения ландшафта. Делится на два района:
  - Серханово (пол. Sierchanowo;
  - Дзедзинка (пол. Dziedzinka).
- Заповедная зона «Гвозна» (пол. Obręb Ochronny Hwoźna) — территория площадью 5169,50 га в районе реки Гвозна, левого притока Наревки. 941,64 га этой территории сохраняются в нетронутом состоянии, на 4203,68 га допустимо вмешательство для восстановления экосистемы, 24,18 га — территория сохранения ландшафта. Делится на четыре района:
  - Супрыки (пол. Cupryki);
  - Грушки (пол. Gruszki);
  - Масево (пол. Masiewo);
  - Замоше (пол. Zamosze).
- Центр разведения зубров — территория сохранения ландшафта площадью 274,56 га, включающая три резервата разведения зубров и один резерват зубров, предназначенный для посещения туристов. Работники центра занимаются сохранением популяции зубров на территории всего Беловежского национального парка[2].

## История

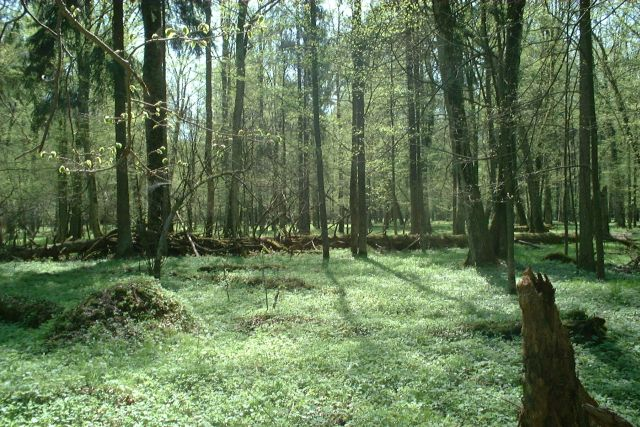
В Беловежском национальном парке

Беловежская пуща принадлежала различным государствам, но практически всегда была местом охоты высшей знати. С середины второго тысячелетия начинается интенсификация использования богатств пущи, в том числе вырубаются леса и разрабатываются полезные ископаемые. Однако к тому же самому времени относятся и первые законы об охране пущи: в 1558 году издан указ польского короля об охране охотничьих угодий, а 1577 году под опеку взят зубр. Указ устанавливал ограничения на отлов животных и доступ охотников на территорию пущи.
После Третьего раздела Речи Посполитой Беловежская пуща оказалась в составе Российской Империи, что привело к кратковременному ослаблению охранного режима леса и животных обитающих в нем. Произошла передача участков Пущи во временную аренду или в собственность дворянам. Самый большой из таких участков был подарен П.А. Румянцеву; после смерти последнего он был продан наследниками, лес был вырублен, а земля распахана. Декреты Александра I 1802 и 1803 гг. восстановили охранный статус зубра и леса, участки Пущи переданные во временную аренду были обменены на другие угодья, а лесная стража вернулась к своим прежним обязанностям, на основаниях сходных с теми что применялись в конце XVIII в. Первая охота членов русского императорского дома в Пуще была организована в 1860 г. для Александра II. Тогда же из Силезии были ввезены благородный олень (истребленный в Пуще в XVIII в.) и лань.
В 1888 году Беловежская пуща становится собственностью царской семьи с целью превращения в охотничьи угодья. Во время Первой мировой войны немецкие оккупационные власти начали активную вырубку леса, одновременно выделив центральную часть в качестве «Парка девственной природы». Впоследствии польское правительство создало на его основе Беловежский национальный парк. Часть пущи, оказавшаяся в 1939 году в составе Белорусской ССР, была в декабре того же года объявлена государственным заповедником.
В 1921 году в Беловежской пуще был организован лесной резерват — с этого момента отсчитывается формальная история национального парка. 11 августа 1932 года решением правительства Польской Республики учреждён Национальный парк в Бяловеже (пол. Park Narodowy w Białowieży). После Второй мировой войны через пущу прошла новая граница между СССР и Польшей, и национальный парк вновь открылся только в 1947 году.
В 1976 году Беловежскому национальному парку присвоен статус биосферного заповедника.
В 1979 году решением 3-й сессии Комитета Всемирного наследия ЮНЕСКО, Беловежский национальный парк был включён в список Всемирного наследия, в 1992 году статус был распространён на белорусский национальный парк «Беловежская пуща», а 23 июня 2014 года решением 38-й сессии Комитета Всемирного наследия вся Беловежская пуща, её польская и белорусская части, стала единым трансграничным объектом Всемирного наследия ЮНЕСКО.